# Веллеризм
Веллеризми - особливі жартівливі висловлювання названі на честь висловів Сема Веллера з роману Чарлза Дікенса "Посмертні записки Піквікського клубу", які висміюють сталі кліше та прислів'я, показуючи наскільки вони бувають хибними у певних ситуаціях, особливо якщо їх сприймати буквально. У цьому сенсі веллеризми, що включають прислів'я, є різновидом антиприслів'я. Зазвичай веллеризм складається з трьох частин: прислів'я або приказки, мовця (того хто так казав) і часто гумористичного пояснення вкінці. 

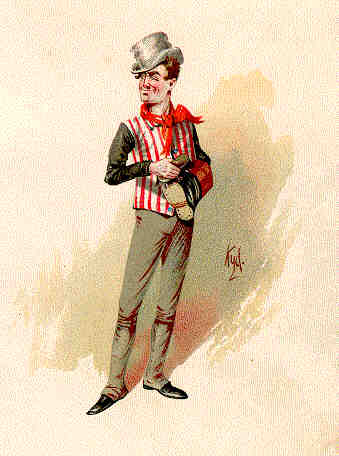
Сем Веллер (Джозеф Клейтон Кларк, 1890 р.)

Схильність Сема Веллера до використання конструкцій, які зараз називають "веллеризмами", надихала драматургів на створення п'єс, завдяки яким почало з'являтися ще більше валлеризмів.
Різновид веллеризму під назвою "Том Свіфті" включає в себе атрибуцію мовця, який каламбурить над цитованим твердженням.

## Приклади з "Посмертних записок Піквікського клубу"
- "Тоді наступне питання: "Якого біса тобі від мене треба, як сказав чоловік, що побачив привида?"[4]
- "Вийди з ним, як сказав батько своїй дитині, коли вона проковтнула камінь".[5]
- "Дуже радий вас бачити, і сподіваюся, що наше знайомство буде довгим, сказав генерал купюрі п'ять фунтів.[6]
- "Усе гаразд, сер, у нас найкращі наміри, як сказав генерал, коли втік від дружини, бо та була нещаслива з ним."[7]
- "Ось, тепер ми виглядаємо компактно та зручно, як казав батько, коли відрізав голову своєму маленькому синові, щоб вилікувати його від косоокості."[8]
- "Віч, я б сказав, що це образа до образи, бо папуга сказав, що вони не тільки забрали його з рідної землі, але й змусили говорити англійською мовою".[9]
- "Вибачте, що ми робимо щось, що може перервати таку дуже приємну процедуру, як сказав король, коли розпускав парламент".[10]
- "Avay" з меланхолією, як сказав маленький хлопчик, коли померла його шкільна вчителька".[11]
- "О, цілком достатньо, сер, як сказав солдат, коли йому присудили триста п'ятдесят ударів батогом".[12]

## Приклади занглійської мови
- «Тіло може звикнути до всього, навіть до повішення, як казав ірландець». (Люсі-Мод Монтгомері, "Енн із Зелених Дахів")
- «"Навпаки", як сказав чоловік у Біскайській затоці, коли його запитали, чи він обідав» ( Дороті Л. Сейерс, «Неприємність у клубі Беллонна)

## Приклади зукраїнської мови
- «Таке життя. А життя – то складна комбінація, як казав Костя Капітан. І як казав Мендель Маранц*... Зрештою, чи не однаково, хто що казав?» (Віктор Рафальский, "Незвичайні пригоди трьох Обормотів у Країні Чудес")
- «Як казав Заливайло, він має вже проекта самохідних лопухів. Самі ростуть, самі й на цукрозавод своєю ходою транспортуються!» (Остап Вишня, "Усмішки, гуморески, флейтони")
- «Як казала моя бабуся: краще вистрілити, перезарядити і ще раз вистрілити, ніж світити ліхтариком і питати "хто тут?"» (Валентин Чемерис, "Українські Анекдоти")
- «Геннадій їздив на старій, що ледве дихала, вантажівці, яку ми залюбки використовували для "викидів", як казав Юрко, за місто, тобто колективних гулянок із дівчатами.»  (Валерій Шевчук, "Горбунка Зоя")

## Приклади з інших мов
Багато дослідників зосереджуються саме на веллеризмах, знайдених в англійській та європейських мовах, але Алан Дандес задокументував їх у мові йоруба в Нігерії ("Дундес" 1964), а африканські науковці підтвердили та доповнили його висновки ("Оджоаде" 1980, "Опарта" 1988, 1990). Веллеризми також поширені в багатьох ефіопських мовах, включаючи гуджі, оромо (де дев'ять з 310 прислів'їв в опублікованій збірці є веллеризмами) та алаабі (де близько 10% з 418 прислів'їв виявилися цитатами). Вони також зустрічаються шумерською: "Лисиця, помочившись у море, сказала: "Морські глибини - моя сеча!". Прислів'я-велеризми задокументовані в Африці, Європі, Західній та Південній Азії, але майже не зустрічаються в мовах Східної Азії.
Антильська креольська французька, Мартиніка :
- «Кролик каже: все їж, все пий, але нікому не кажи». [16]

Шумерська мова
- Кінь, скинувши свого вершника [сказав]: «Якщо цей тягар буде завжди таким, то я ослабну». [17]

## Вибір мовця
У низці мов, особливо африканських, веллеризми утворюються за допомогою тварин, які виступають у ролі мовців. У деяких випадках вибір тварини може не мати особливого значення. Однак у ряді випадків, як, наприклад, у мові чумбурунґ у Гані, вибір конкретної тварини як мовця є значною частиною деяких прислів'їв, "обраних саме за характеристиками, що ілюструють прислів'я... Хамелеон каже швидко швидко - це добре, а повільно повільно - це добре". Касена мають прислів'я про веллеризм, де важлива кольорова адаптивність хамелеона: "Хамелеон каже: "Коли ти на дереві, прийми колір його листя". Так само існує прислів'я в мові еве, у якому цитується тварина, яка особливо підходить для цього велеризму: "Курка каже, що саме через смиренність вона кланяється перед тим, як увійти до курника". Іншим прикладом того, як мовець спеціально обирається, щоб відповідати твердженню веллеризму, є "Кажан каже, що немає ніякої різниці між стоячим і лежачим положенням", з мови тів у Нігерії.

## Діалогічні прислів'я
Веллеризми схожі, але не ідентичні діалогічним прислів’ям, як показали Капчіц і Унсет. Веллеризми містять висловлювання одного мовця, але діалогічні прислів’я також містять пряму мову кількох. Такі прислів'я зустрічаються у ряді мов, включаючи вірменську, французьку, картвельську, касену у Гані та пушту в Афганістані та Пакистані.
- «Спитали верблюда: «Чому в тебе шия крива?» Верблюд ревно засміявся: «Що я прям?» Шор/Хакас (Пд. Сибір) [27]
- — Пусти мене, Павуку! "Як я можу відпустити своє м'ясо?" — Тоді давай, з’їж мене! — Як я можу з’їсти муху? — Касена [28]
- «Я зловив ведмедя». — Позбудься його. — Не можу, він мене не відпускає. — російська, вірменська [23]
- Стерв’ятник каже: «Я закричу, і пастух забуде», [а] вовк каже: «Я з’їм хвіст козенятка». — Іранська мова лурі [29]

## Дивитися також
- Парапросдокіян